# HD 12661 c
HD 12661 c es un planeta extrasolar que orbita la estrella HD 12661. Es un gigante gaseoso descubierto en 2003, y su tamaño es la mitad del de Júpiter. Tiene una órbita excéntrica que brevemente lo lleva cerca del borde externo de la zona habitable de la estrella.